# Piumazzo
Piumazzo (Pimâz o Piumâz in dialetto bolognese occidentale) è la più grande frazione (5 289 abitanti) del comune di Castelfranco Emilia in provincia di Modena. È situata pochi chilometri a sud della via Emilia, tra Bologna e Modena. Sulla strada che conduce a Bologna, a circa 3 km, si trova il Santuario della Madonna della Provvidenza.

## Storia
Fu fondato nel 1203 dalle armate bolognesi a difesa del confine posto sul torrente Muzza. Nel corso dei secoli ha vissuto parecchie vicissitudini ed è stato anche libero comune. Nel 1861 venne aggregato a Castelfranco Emilia e nel 1929 venne spostato dalla provincia di Bologna a quella di Modena, mentre la parrocchia di San Giacomo è parte della diocesi di Bologna.

## Monumenti e luoghi d'interesse

### Architetture religiose
- Chiesa di San Giacomo. La chiesa sorse al centro di Piumazzo[2]. Nel X secolo i monaci sotto la protezione dell'abate di Nonantola e della contessa Matilde di Canossa, costruirono una chiesa e un ospitale, intitolati a San Giacomo, per il ristoro dei pellegrini. Nello stesso luogo, nel 1203 il Comune di Bologna edificò il Castrum Plumacium e tra il 1203 e il 1233 fu eretta una chiesa romanica, Ecclesia Sancti Jacobi de Castro Plumatii, che assunse il titolo e le funzioni dell'antico ospitale. Nel 1578 la chiesa passò al plebanato di Castelfranco Emilia. Dopo l'importante restauro avvenuto nel 1844, l'edificio subì un'ulteriore ricostruzione: la chiesa quindi mutò addirittura la disposizione dell'impianto (la facciata della chiesa romanica guardava ad ovest).La facciata è tripartita riprendendo la suddivisione dell'interno in tre navate. In essa si riconosce lo stile neoromanico ottocentesco evidente nella modellazione della superficie muraria piena su cui si inseriscono il rosone frontale, la soggetta di coronamento sostenuta dagli archetti ripetuti lateralmente e la strombatura del protiro. Il campanile annesso, a base quadrata, venne realizzato nel secolo XVIII in stile neoclassico, presentando dunque dei caratteri stilistici diversi dal resto della chiesa. L'interno, a croce latina con profonda abside presbiteriale, viene animato dal sapiente gioco cromatico dato dalla contrapposizione del bianco dello sfondo, dei basamenti dei pilastri e delle colonne con la bicromia delle nervature, che sottolineano l'incrociarsi delle strutture su cui si impostano le volte e la cupola, e con il motivo bicromatico degli archetti a tutto sesto delle volte e delle tonde finestre. Sul transetto sinistro è collocata La vocazione di Giacomo e Giovanni di Gaetano Gandolfi (1734-1802) che fu realizzata per l'ornato dell'altare maggiore, terminato nel 1758, assieme a un suo pendant, già attribuito al fratello Ubaldo, ma più probabilmente opera di Domenico Pedrini. Mentre l'opera del Gandolfi propone una struttura dove le figure occupano con maestosa padronanza tutta la scena, il dipinto del Pedrini appare una composizione più manierata: le quinte dei due armigeri di spalle mettono in risalto il gruppo del Santo e dell'aguzzino, impegnato in una posa più coreografica che crudele. All'interno della canonica è conservata la pala d'altare raffigurante la Madonna del Rosario con san Domenico e santa Caterina. La composizione dell'opera è fortemente influenzata dallo stile classicista dell'accademia bolognese, anche se alcuni particolari rivelano contatti dell'autore con esponenti più maturi della pittura settecentesca come Marcantonio Franceschini e Gaetano Gandolfi. In epoca imprecisata, la tela ha subito la decurtazione della parte inferiore. Della veduta di Piumazzo che doveva apparire ai piedi dei due santi oggi si scorgono soltanto la punta del campanile e la sommità della torre, come si presentava prima che i restauri la privassero della copertura.
- Santuario della Madonna della Provvidenza
- Oratorio di San Colombano del Castello di San Colombano[3][4]

## Eventi
- Carnevale dei ragazzi: la storica sfilata di carri allegorici e caratterizzata dai carri allegorici che, in molti casi, fanno riferimento a soggetti favolistici, a cartoni animati o al mondo del cinema e della televisione. Ogni carro costituisce un palcoscenico dove i ragazzi in costume si muovono e ballano con lo scopo di impressionare lo spettatore e soprattutto di dare una precisa caratteristica al carro e al tema rappresentato.
- Presepe meccanico: nel periodo natalizio, in un oratorio nelle vicinanze della chiesa parrocchiale, viene allestito un presepe, conosciuto in zona per l'alternarsi del giorno e della notte oltre che per i giochi d'acqua e gli effetti luminosi e in cui la Natività viene rappresentata nel tipico paesaggio delle colline modenesi e con le tradizioni agricole popolari.

## Società

### Piumazzo nella cultura di massa
- Piumazzo è citato da Francesco Guccini nell'introduzione della canzone Statale 17 nella versione incisa in Album concerto.
- Piumazzo è inoltre citato anche da Antonello Venditti nella canzone Robin che fa parte del suo album Buona Domenica.

## Infrastrutture e trasporti

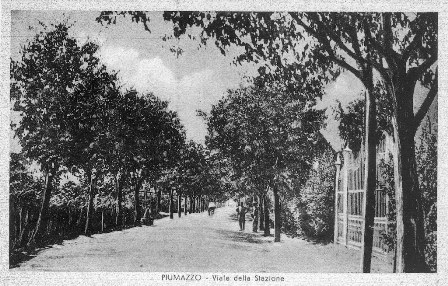
Piumazzo, il viale della Stazione

Fra il 1912 e il 1934 Piumazzo ospitò una stazione della tranvia Castelfranco-Bazzano. Fino al 1944 fu presente una stazione ferroviaria, a servizio dello zuccherificio, dove fermavano i treni della diramazione Spilamberto-Bazzano.